# برنارد فرانكل
برنارد فرانكل  (و. 1836 – 1911 م) هو أستاذ جامعي، وطبيب ألماني، توفي في برلين، عن عمر يناهز 75 عاماً.